# Semibaluarte de San Pedro
El semibaluarte de San Pedro es un baluarte del siglo XVII situada en la ciudad española de Ceuta. Está situado en el extremo norte del Frente de la Valenciana, del Conjunto Monumental de las Murallas Reales.

## Historia
Fue terminado en 1699 por los españoles, en este baluarte eran ajusticiados los reos, en un patíbulo al que se subía por la Escalera de la Sangre y bajo este, en una bóvedas habitaba el verdugo. En 1903 se derribo una parte para construir la avenida de Bernal, hoy González Tablas y en 1985 se desplomó parte de un muro, arrastrando la Escalera de la Sangre, reconstruida con criterios actuales.

## Descripción
Es de planta poligonal, con cinco flancos, con cañoneras en los sur y oeste.